# Treizième circonscription de Seine-et-Oise
La treizième circonscription de Seine-et-Oise est l'une des dix-huit circonscriptions législatives que compte le département français de Seine-et-Oise, situé en région Île-de-France.

## Description géographique
Le Journal officiel du 13-14 Octobre 1958 déterminait la composition de la circonscription :
- Canton de Villeneuve-Saint-Georges (sauf communes de Valenton et Villeneuve-Saint-Georges)
- Communes de : Corbeil-Essonnes, Étiolles, Morsang-sur-Seine, Saint-Germain-lès-Corbeil, Saint-Pierre-du-Perray, Saintry-sur-Seine, Soisy-sur-Seine et Tigery[1].

## Description historique et politique

### Historique des députations[2]
| Législature | Début de mandat | Fin de mandat  | Député        | Parti politique | Observations                                                                             |
| ----------- | --------------- | -------------- | ------------- | --------------- | ---------------------------------------------------------------------------------------- |
| Ire         | 9 décembre 1958 | 9 octobre 1962 | Armand Cachat | UNR             | Mandat écourté à la suite d'une dissolution parlementaire décidée par Charles de Gaulle. |
| IIe         | 6 décembre 1962 | 2 avril 1967   | Armand Cachat | UNR-UDT         |                                                                                          |

## Historique des élections

### Élections de 1958[2]
| Candidat       | Candidat          | Parti          | Premier tour | Premier tour | Second tour | Second tour |  |
| Candidat       | Candidat          | Parti          | Voix         | %            | Voix        | %           |  |
| -------------- | ----------------- | -------------- | ------------ | ------------ | ----------- | ----------- |  |
|                | Armand Cachat élu | UNR            | 21 680       | 44,62        | 28 862      | 60,65       |  |
|                | Eugénie Duvernois | PCF            | 13 104       | 26,97        | 13 841      | 29,08       |  |
|                | Pierre Métayer    | SFIO           | 6 857        | 14,11        | 4 887       | 10,27       |  |
|                | G. Michel         | MRP            | 4 240        | 8,73         | Retrait     | Retrait     |  |
|                | R. Aubry          | Radsoc         | 2 708        | 5,57         | Retrait     | Retrait     |  |
|                |                   |                |              |              |             |             |  |
| Inscrits       | Inscrits          | Inscrits       | 61 707       | 100,00       | 61 661      | 100,00      |  |
| Abstentions    | Abstentions       | Abstentions    | 11 934       | 19,34        | 13 166      | 21,35       |  |
| Votants        | Votants           | Votants        | 49 773       | 80,66        | 48 495      | 78,65       |  |
| Blancs et nuls | Blancs et nuls    | Blancs et nuls | 1 184        | 2,38         | 905         | 1,87        |  |
| Exprimés       | Exprimés          | Exprimés       | 48 589       | 97,62        | 47 590      | 98,13       |  |

Le suppléant d'Armand Cachat était Marcel Sieffert, directeur de journal technique, de Montgeron.

### Élections de 1962[2]
| Candidat       | Candidat                    | Parti          | Premier tour | Premier tour | Second tour | Second tour |  |
| Candidat       | Candidat                    | Parti          | Voix         | %            | Voix        | %           |  |
| -------------- | --------------------------- | -------------- | ------------ | ------------ | ----------- | ----------- |  |
|                | Armand Cachat sortant réélu | UNR-UDT        | 22 472       | 47,08        | 26 639      | 54,31       |  |
|                | Roger Combrisson            | PCF            | 17 555       | 36,78        | 22 410      | 45,69       |  |
|                | Robert Thévenet             | SFIO           | 7 708        | 16,15        | Retrait     | Retrait     |  |
|                |                             |                |              |              |             |             |  |
| Inscrits       | Inscrits                    | Inscrits       | 65 703       | 100,00       | 65 686      | 100,00      |  |
| Abstentions    | Abstentions                 | Abstentions    | 16 808       | 25,58        | 14 462      | 22,02       |  |
| Votants        | Votants                     | Votants        | 48 895       | 74,42        | 51 224      | 77,98       |  |
| Blancs et nuls | Blancs et nuls              | Blancs et nuls | 1 160        | 2,37         | 2 175       | 4,25        |  |
| Exprimés       | Exprimés                    | Exprimés       | 47 735       | 97,63        | 49 049      | 95,75       |  |

Le suppléant d'Armand Cachat était Marcel Sieffert, conseiller général du canton de Villeneuve-Saint-Georges, maire adjoint de Montgeron.